# Psaliodes torsilinea
Psaliodes torsilinea là một loài bướm đêm trong họ Geometridae.